# Denée (Maine-et-Loire)
Denée település Franciaországban, Maine-et-Loire megyében. Lakosainak száma 1448 fő (2022. január 1.). Denée Béhuard, Bouchemaine, Mozé-sur-Louet, Rochefort-sur-Loire, Sainte-Gemmes-sur-Loire, Saint-Jean-de-la-Croix és Savennières községekkel határos.

## Népesség
A település népességének változása:
| Lakosok száma | 845  | 1079 | 1235 | 1405 | 1398 | 1401 | 1394 | 1384 | 1405 | 1448 |
|               | 1968 | 1982 | 1990 | 2006 | 2013 | 2015 | 2017 | 2019 | 2020 | 2022 |